# Anfiteatro de Estacílio Tauro
O Anfiteatro de Estacílio Tauro (em latim: Amphitheatrum Statilii Tauri) era um antigo anfiteatro na cidade de Roma inaugurado em 29 a.C. Foi construído por Tito Estacílio Tauro, que financiou a obra com seus próprios recursos.

## Histórias
Arenas anteriores eram estruturas temporárias que eram desmontadas depois do evento. Estacílio Tauro era um general renomado e um político na época do imperador Augusto e enriqueceu durante sua carreira. Para a inauguração, ele financiou também jogos gladiatoriais.
Ficava no Campo de Marte, em Roma, numa época na qual muitos novos templos estavam sendo construídos na cidade e sua localização exata se perdeu, mas é muito provável que tenha sido construído na porção meridional do Campo de Marte. Nos cinquenta anos seguintes, esta mesma região recebeu ainda o Teatro de Pompeu, o Teatro de Marcelo e o Teatro de Balbo.
Não era um anfiteatro grande e a insatisfação com seu tamanho fez com que Nero, em 57 (ou após o incêndio de 64), construísse um novo anfiteatro de madeira, o Anfiteatro de Nero, mas ambos foram completamente destruídos no Grande Incêndio de Roma em 64.
Em 72, Vespasiano construiu um novo anfiteatro de alvenaria, muito maior, em Roma, o Anfiteatro Flávio, que entrou para a história com o nome de Coliseu.

## Localização
| Planimetria do Campo de Marte meridional |
| --- |
| Tibre Navália Circo Flamínio Teatro de Marcelo T. de DianaC T. da Piedade T. de Jano T. de Juno T. de Spes Templo de Belona Templo de Apolo Sosiano Templo de Júpiter Estator Templo de Juno Regina Pórtico de Otávia Portico de Filipo T. de Hércules Portico de Otávio Teatro de Balbo Cripta de Balbo Portico de Minúcio T. das Ninfas Diribitório T. de Juturna T. da Fortuna T. de Ferônia T. dos Lares Permarinos Cúria de Pompeu Portico de Pompeu Teatro de Pompeu Templo da Vênus Victrix Templo de Marte Santuário de Hércules Grande Vigia Templo de Castor e Pólux Ponte Fabrício Ilha Tiberina Pórtico dos Máximos T. de Netuno Pórtico dos Deuses Vila Pública Hecatostilo T. da Fortuna Equestre Anfiteatro de Estacílio Tauro (?) |